# Kelly Jones (tenista)
Kelly Jones (Fort Gordon, 31 de Março de 1964) é um ex-tenista profissional estadunidense.

## Simples finais (2 títulos)
| Posição | N. | Data         | Torneio   | Piso | Oponente         | Placar        |
| ------- | -- | ------------ | --------- | ---- | ---------------- | ------------- |
| Campeão | 1. | Maio 1, 1989 | Singapore | Duro | Amos Mansdorf    | 6–1, 7–5      |
| Campeão | 2. | Maio 7, 1990 | Singapore | Duro | Richard Fromberg | 6–4, 2–6, 7–6 |

## Duplas finais (8 títulos 10 vices)
| Legenda                       |
| Grand Slam (0–2)              |
| Tennis Masters Cup (0–0)      |
| ATP Masters Series (0–1)      |
| ATP Championship Series (2–0) |
| ATP Tour (6–7)                |

| Títulos por Piso |
| Duro (4–5)       |
| Saibro (1–2)     |
| Grama (1–1)      |
| Carpete (2–2)    |

| Posição | N.  | Data               | Torneio                     | Piso     | Parceiro          | Oponentes                         | Placar             |
| ------- | --- | ------------------ | --------------------------- | -------- | ----------------- | --------------------------------- | ------------------ |
| Campeão | 1.  | Janeiro 12, 1987   | Auckland, Nova Zelândia     | Duro     | Brad Pearce       | Carl Limberger Mark Woodforde     | 7–6, 7–6           |
| Vice    | 1.  | Fevereiro 9, 1987  | Lyon, França                | Carpete  | David Pate        | Guy Forget Yannick Noah           | 6–4, 3–6, 4–6      |
| Vice    | 2.  | Outubro 19, 1987   | Toulouse, França            | Duro (i) | Patrik Kühnen     | Wojtek Fibak Michiel Schapers     | 2–6, 4–6           |
| Campeão | 2.  | Julho 11, 1988     | Newport, EUA                | Grama    | Peter Lundgren    | Scott Davis Dan Goldie            | 6–3, 7–6           |
| Vice    | 3.  | Novembro 20, 1989  | Johannesburg, África do Sul | Duro (i) | Joey Rive         | Luke Jensen Richey Reneberg       | 0–6, 4–6           |
| Campeão | 3.  | Janeiro 15, 1990   | Auckland, Nova Zelândia     | Duro     | Robert Van't Hof  | Gilad Bloom Paul Haarhuis         | 7–6, 6–0           |
| Campeão | 4.  | Fevereiro 12, 1990 | San Francisco, EUA          | Carpete  | Robert Van’t Hof  | Glenn Layendecker Richey Reneberg | 2–6, 7–6, 6–3      |
| Vice    | 4.  | Junho 25, 1990     | Manchester, Inglaterra      | Grama    | Nick Brown        | Mark Kratzmann Jason Stoltenberg  | 3–6, 6–2, 4–6      |
| Campeão | 5.  | Outubro 22, 1990   | Lyon, França                | Carpete  | Patrick Galbraith | Jim Grabb David Pate              | 7–6, 6–4           |
| Vice    | 5.  | Novembro 4, 1991   | Paris, França               | Carpete  | Rick Leach        | John Fitzgerald Anders Järryd     | 6–3, 3–6, 2–6      |
| Vice    | 6.  | Janeiro 13, 1992   | Sydney Outdoor, Austrália   | Duro     | Scott Davis       | Sergio Casal Emilio Sánchez       | 6–3, 1–6, 4–6      |
| Vice    | 7.  | Janeiro 27, 1992   | Australian Open, Melbourne  | Duro     | Rick Leach        | Todd Woodbridge Mark Woodforde    | 4–6, 3–6, 4–6      |
| Campeão | 6.  | Abril 13, 1992     | Tokyo Outdoor, Japão        | Duro     | Rick Leach        | John Fitzgerald Anders Järryd     | 0–6, 7–5, 6–3      |
| Campeão | 7.  | Agosto 24, 1992    | New Haven, EUA              | Duro     | Rick Leach        | Patrick McEnroe Jared Palmer      | 7–6, 6–7, 6–2      |
| Vice    | 8.  | Setembro 14, 1992  | US Open, Nova York          | Duro     | Rick Leach        | Jim Grabb Richey Reneberg         | 6–3, 6–7, 3–6, 3–6 |
| Vice    | 9.  | Maio 10, 1993      | Tampa, EUA                  | Saibro   | Todd Martin       | Jared Palmer Derrick Rostagno     | 3–6, 4–6           |
| Vice    | 10. | Maio 5, 1997       | Atlanta, EUA                | Clay     | Scott Davis       | Jonas Björkman Nicklas Kulti      | 2–6, 6–7           |
| Campeão | 8.  | Maio 26, 1997      | St. Poelten, Áustria        | Saibro   | Scott Melville    | Luke Jensen Murphy Jensen         | 6–2, 7–6           |